# Vassili Sapojnikov
Pour les articles homonymes, voir Sapojnikov.
 (juillet 2012).
Si vous disposez d'ouvrages ou d'articles de référence ou si vous connaissez des sites web de qualité traitant du thème abordé ici, merci de compléter l'article en donnant les références utiles à sa vérifiabilité et en les liant à la section « Notes et références ».
Vassili Vassilievitch Sapojnikov (en russe : Василий Васильевич Сапожников), né le 9 décembre 1861 (21 décembre dans le calendrier grégorien) à Perm et mort le 11 août 1924 à Tomsk, est un géographe et botaniste russe. Ses voyages dans l'Altaï permettent une description étoffée de la région, en découvrant de nombreux lieux.

## Biographie
Après avoir fait ses études secondaires à Tomsk, Sapojnikov entre au département des sciences naturelles de la faculté de physique et de mathématiques de l'université de Moscou dont il est diplômé en 1884. Il est ensuite assistant à la chaire d'anatomie végétale et de physiologie végétale et présente sa thèse en 1890 sur la formation des glucides dans les feuilles. Il est nommé docteur en botanique en 1896 après avoir présenté une thèse à l'université de Kazan sur les protéines comme produits d'assimilation des feuilles, alors qu'il est déjà professeur à l'université de Tomsk.

### Enseignant
Il enseigne à Moscou les sciences naturelles à l'École commerciale Alexandre et la chimie à l'École militaire Alexis, tout en donnant des cours de physiologie végétale au lycée féminin de la Loubianka. Il prépare sa thèse à partir de 1890, puis il passe une année en Allemagne et en Suisse. Il enseigne à l'université de Tomsk à partir de 1893, devenant professeur ordinaire en 1901 et professeur émérite en 1916. Il est recteur de cette même université de 1906 à 1909 et de 1917 à 1918. Il donne des cours dans d'autres institutions de la ville également. Il fonde la filiale de Tomsk de la Société botanique de Russie.
Le professeur Sapojnikov est l'auteur de travaux portant notamment sur la photosynthèse, ainsi que d'études géographiques sur l'Altaï et la région des Sept-Rivières, toujours en Asie centrale. Il s'intéresse également à la glaciologie dont il change la méthodologie.

### Explorateur

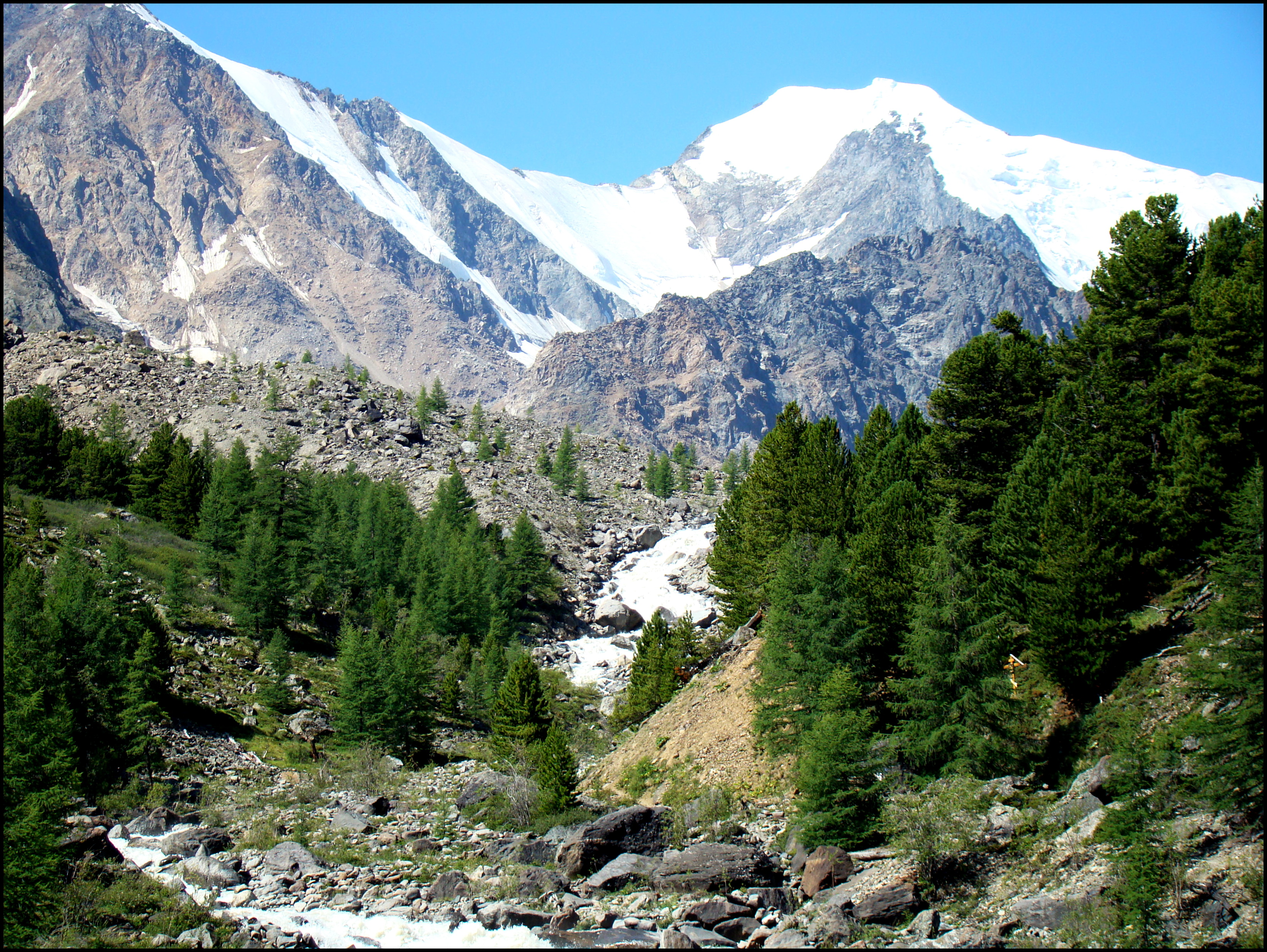
Les glaciers de l'Aktrou, explorés pour la première fois par Sapojnikov

Sapojnikov prend part à de nombreuses expéditions dans l'Altaï, les monts Saïan, l'Altaï de Mongolie, etc. dont il rapporte plusieurs herbiers et décrit la flore de ces régions. Il découvre aussi des glaciers et des sommets inexplorés. Deux pics sont baptisés de son nom dans les monts Tian, ainsi qu'un glacier de l'Altaï du Sud. Il prend de nombreuses photographies qui illustrent ses ouvrages dans le domaine géographique ou géologique. Il existe environ dix mille clichés et un millier de diapositives en couleur. Sapojnikov cartographie également ces régions.
En 1895, il étudie spécialement les monts Katoun avec notamment les deux glaciers de Berel qui s'avèrent plus étendus qu'on ne le pensait. En 1897, 1898 et 1899, il étudie les sources de la rivière Katoun, ainsi que de hauts sommets de l'Altaï et fait plusieurs découvertes, dont le glacier Rodzevitch (du nom de son accompagnateur) en bas du glacier de l'Akkem au versant nord du mont Béloukha (1897). Il retourne sur ces lieux en 1911, ainsi que dans les Alpes de la Tchouïa, faisant des recherches systématiques sur les régimes de leurs glaciers.
En 1902, Sapjnikov explore les monts Tian et étudie à la demande de la Société impériale de géographie le Djoungar Alataou. Il traverse ses régions en caravane selon un itinéraire de deux mille verstes. Il en rapporte un herbier considérable, ainsi que des collections de mammifères, de reptiles, d'oiseaux, de poissons et d'insectes. Il retourne sur place en 1904. Ensuite, il explore l'Altaï de Mongolie en 1905, 1906, 1908 et 1909. Il explore des glaciers et les sources de la rivière Chagan-Kol et revient dans la région des Sept-Rivières en 1912-1914. Il visite l'Arménie turque en 1916 que la Russie occupait pour la séparer de l'Empire ottoman, allié de l'Empire allemand. Il décrit le haut-plateau arménien, ses régions sèches et de solonetz.

### Politicien
Sapojnikov était d'opinions libérales et faisait partie du parti KD en faveur d'une Constitution et du suffrage populaire. Après le renversement de pouvoir et la défaite des bolchévistes en Sibérie, le 19 juin 1918, il prend parti pour l'amiral Koltchak dont il devient le ministre de fait de l'Instruction publique à partir de juillet 1918 et ministre de l'Instruction publique du gouvernement provisoire à partir de novembre suivant. Il ouvre l'université d'État d'Irkoutsk qui ne fonctionne que quelques mois. Il quitte la vie politique le 2 mai 1919.

## Dernières années
Sapojnikov enseigne ensuite à l'université de Tomsk et devient le doyen de la nouvelle faculté de physique et de mathématiques qu'il inaugure. Il organise une expédition dans le sud de l'Altaï en 1920 et dirige en 1921 une expédition organisée par le Comité révolutionnaire de Sibérie (Siberkom) s'intéressant cette fois aux steppes altaïques et décrivant les formations de solontchak. Il visite une dernière fois l'Altaï en 1923.

## Hommages
- Plusieurs objets géographiques portent son nom : le glacier Sapojnikov dans la zone du mont Béloukha ; le pic Sapojnikov aux monts Tian ; la cascade Sapojnikov sur l'Argout ; le glacier Sapojnikov et le pic Sapojnikov dans le Djoungar Alataou.
- Des espèces végétales portent son nom : comme celle dénommée ainsi par Boris Chichkine en 1951 en son honneur Saposhnikovia, de la famille des Apiaceae qui croît de la Sibérie orientale jusqu'en Mandchourie ; ou bien Saposhnikovia seseloides, décrite par Masao Kitagawa en 1979, que l'on trouve au Japon et en Chine.
- plusieurs épithètes portent son nom saposhnikovii, comme Betulia saposhnikovii, ou bouleau de Sapojnikov, endémique des monts Tian.

## Source
- (ru) Cet article est partiellement ou en totalité issu de l’article de Wikipédia en russe intitulé « Сапожников, Василий Васильевич » (voir la liste des auteurs).

Saposhn. est l’abréviation botanique standard de Vassili Sapojnikov.
Consulter la liste des abréviations d'auteur en botanique ou la liste des plantes assignées à cet auteur par l'IPNI, la liste des champignons assignés par MycoBank, la liste des algues assignées par l'AlgaeBase et la liste des fossiles assignés à cet auteur par l'IFPNI.